# Chris Robinson (baloncestista)
Chris Sean Robinson (Columbus, Georgia, 2 de abril de 1974) es un exjugador de baloncesto estadounidense que disputó dos temporadas en la NBA, además de jugar en Venezuela, en Bélgica y en diversas ligas menores de su país. Con 1,96 metros de estatura, lo hacía en la posición de escolta.

## Trayectoria deportiva

### Universidad
Jugó durante cuatro temporadas con los Hilltoppers de la Universidad de Kentucky Occidental, en las que promedió 13,8 puntos, 5,5 rebotes y 1,9 asistencias por partido. Fue incluido en el mejor quinteto de la Sun Belt Conference en sus tres últimas temporadas, y elegido Jugador del Año en 1995.

### Profesional
Fue elegido en la quincuagésimo primera posición del Draft de la NBA de 1996 por Vancouver Grizzlies, donde en su primera temporada promedió 4,6 puntos y 1,7 rebotes por partido. Mediada la temporada siguiente fue traspasado junto con Otis Thorpe a Sacramento Kings a cambio de Bobby Hurley y  Michael Smith.
En los Kings jugó 19 partidos, en los que promedió 5,7 puntos y 1,7 rebotes. Al término de la temporada, el equipo renunció a sus derechos, marchándose a jugar a la CBA, donde militó en los Sioux Falls Skyforce y los La Crosse Bobcats, para posteriormente jugar en los Gaiteros del Zulia de la liga venezolana.
En 2001 fichó por los North Charleston Lowgators de la recién creada NBA D-League, donde promedió 9,2 puntos y 2,8 rebotes por partido, para posteriormente pasar a las filas de los Huntsville Flight. En 2002 jugó una temporada en el RBC Verviers-Pepinster de la liga belga, regreando al año siguiente a su país, terminando su carrera deportiba en la ABA. 

## Estadísticas de su carrera en la NBA

### Temporada regular
| Temporada | Edad | Equipo              | Liga | P  | TIT | MIN  | TC  | TCA | %TC  | 3P  | 3PA | %3P  | TL  | TLA | %TL  | R.OF. | R.DEF. | REB | ASIS | ROB | TAP | PER | FP  | PTS |
| 1996-97   | 22   | Vancouver Grizzlies | NBA  | 41 | 6   | 16.6 | 1.7 | 4.4 | .379 | 0.8 | 2.2 | .382 | 0.4 | 0.6 | .615 | 0.6   | 1.2    | 1.7 | 1.6  | 0.7 | 0.2 | 0.8 | 2.1 | 4.6 |
| 1997-98   | 23   | TOTAL               | NBA  | 35 | 0   | 11.8 | 1.9 | 5.0 | .374 | 0.7 | 1.9 | .364 | 0.2 | 0.5 | .500 | 0.3   | 1.1    | 1.3 | 1.1  | 0.5 | 0.1 | 0.9 | 1.4 | 4.6 |
| 1997-98   | 23   | Vancouver Grizzlies | NBA  | 16 | 0   | 8.9  | 1.4 | 3.9 | .365 | 0.4 | 1.5 | .292 | 0.1 | 0.1 | .500 | 0.0   | 0.8    | 0.8 | 0.6  | 0.4 | 0.1 | 0.9 | 1.3 | 3.4 |
| 1997-98   | 23   | Sacramento Kings    | NBA  | 19 | 0   | 14.3 | 2.2 | 5.8 | .378 | 0.9 | 2.2 | .405 | 0.4 | 0.7 | .500 | 0.5   | 1.3    | 1.7 | 1.5  | 0.6 | 0.2 | 0.9 | 1.5 | 5.7 |
| Total     |      |                     | NBA  | 76 | 6   | 14.4 | 1.8 | 4.7 | .376 | 0.8 | 2.0 | .374 | 0.3 | 0.6 | .571 | 0.4   | 1.1    | 1.5 | 1.4  | 0.6 | 0.2 | 0.9 | 1.8 | 4.6 |